# ウアンボ
ウアンボ（Huambo）は、アンゴラ共和国ウアンボ州の州都。英語読みに従ってフアンボと表記されることもある。アンゴラ国内では首都ルアンダやルバンゴに次いで3番目に大きな都市である。人口は市街で595,304人。
ベンゲラから東に220km、首都ルアンダから南東600kmに位置する。標高1,700mの高原地帯にある町である。ザンビアとベンゲラやロビトを結ぶベンゲラ鉄道が通っており、交通の要衝である。

## 歴史
1928年、当時アンゴラを支配していたポルトガルにより、ポルトガル語で「新リスボン」を意味するノヴァ・リジュボア(Nova Lisboa)と命名され、1975年にアンゴラが独立するまでこの名前が続いた。

## 交通
- アルバノ・マシャド空港
- ベンゲラ鉄道

## 著名な出身者
- ジョゼ・エドゥアルド・アグアルーザ - 文学者
- ペドロ・マントラス - サッカー選手